# Carl Hårleman

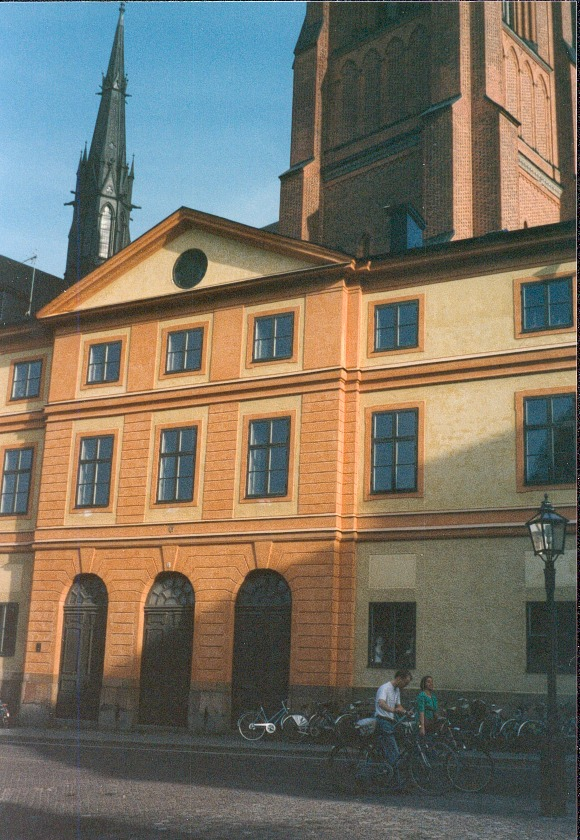
Détail de la maison du consistoire à Uppsala terminée en 1755.
On aperçoit derrière la cathédrale d'Uppsala.

Le baron Carl Hårleman (né le 27 août 1700 et mort le 9 février 1753) est un architecte suédois du XVIIIe siècle.

## Biographie
Hårleman est né à Stockholm, fils de Johan Hårleman, architecte de jardin à la tête des parcs et jardins royaux qui a été anobli en 1698 et qui avait été initié à l'architecture par Göran Josuæ Adelcrantz. Après avoir reçu une éducation scolaire d'État, il quitte la Suède pour étudier à l'étranger en 1721. Se rendant d'abord à Paris où il passe quatre années à étudier à l'Académie royale d'architecture et à l'Académie française des Arts. Il poursuit son éducation en Italie, mais il est rappelé en Suède en 1727 alors qu'il séjourne à Venise.
En 1728, à la mort de Nicodème Tessin le Jeune, Hårleman est attitré intendant à la cour, puis en 1741, après que le comte de Tessin, fils de Nicodème Tessin, fut élu membre du conseil privé, il lui succède en tant qu'intendant supérieur à la cour. Il est fait baron en 1747 et le titre de Maître de cérémonie de l'Ordre royal lui est donné en 1748.
Hårleman termine le palais royal de Stockholm commencé par Nicodème Tessin le Jeune à la suite de la destruction par le feu de l'ancien château médiéval en 1697. Le palais lui est notamment redevable de la décoration intérieure, un nombre important d'artisans qualifiés fut employé à cette tâche. Le travail de décoration du palais eut un effet bénéfique sur le développement de l'artisanat et des fabricants de meubles en Suède, et il aida aussi à la venue le style rococo dans le pays.
Hårleman restaure la cathédrale d'Uppsala et des parties du château d'Uppsala, tous deux ayant été fortement endommagés lors de l'incendie de la ville en 1702 (les ruines du château ayant été utilisées comme carrière pour le projet de palais de Stockholm). Sous l'égide de l'université d'Uppsala, il construit la maison du consistoire, le konsistoriehuset (ce bâtiment demeura le centre administratif de l'université pendant de nombreuses années), ainsi que le bâtiment du conservatoire pour le jardin botanique de Linné.

## Ouvrages
- Åkerö slott, commune de Flen
- Övedsklosters slott, commune de Sjöbo
- Svartsjö slott, Färingsö, Mälaren, commune d'Ekerö
- Svindersvik, Nacka
- Holmentornet à Norrköping
- Stadstornet (Sankt Olai kyrka), Norrköping
- Kristinebergs slott, Stockholm
- Fredrikshovs slott, Stockholm
- Stockholms gamla observatorium
- Hörningsholms slott, Mörkö, commune de Södertälje
- Tureholms slott, commune de Trosa
- Öveds kyrka, commune de Sjöbo
- Lanternin de l'Hedemora kyrka
- Palacehuset, Brunnsparken à Göteborg
- Torönsborgs slott i Sankt Anna socken, commune de Söderköping
- Sofia Albertina kyrka, Landskrona
- Norra Kasern, Kristianstad
- Tullbron, Falkenberg

## Source
- (en) Cet article est partiellement ou en totalité issu de l’article de Wikipédia en anglais intitulé « Carl Hårleman » (voir la liste des auteurs).